# 克莱雷特起泡酒

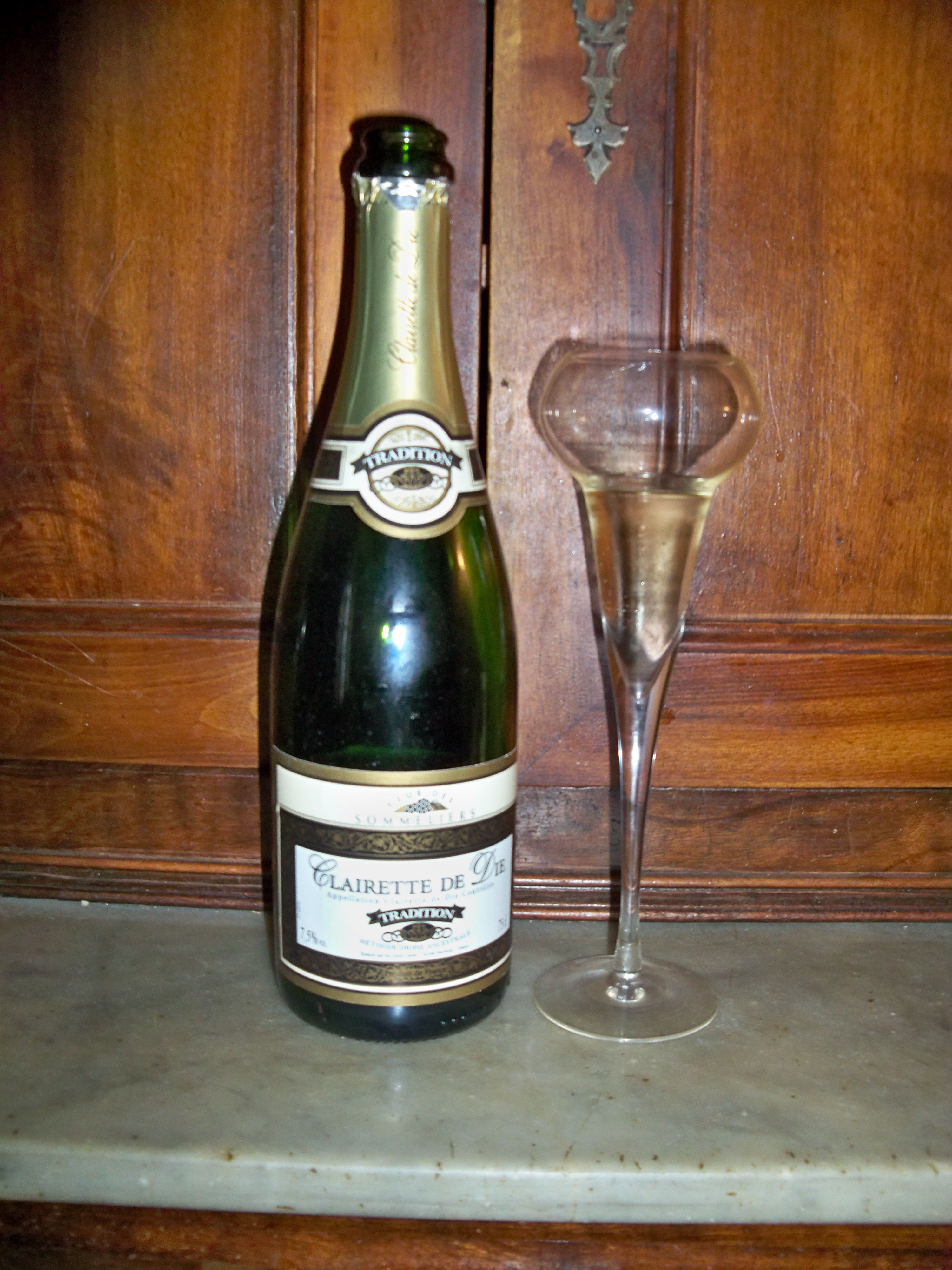
克莱雷特起泡酒。

克莱雷特起泡酒（Clairette de Die）是一种产于法國罗纳河谷地葡萄园並原产地命名的气泡酒，更精确一点的话是产自德隆河谷地。

## 历史
直到现在，此地没有发现任何高卢时期的遗迹。看起来这个位于罗马大道边缘，连接罗纳河与杜朗斯河的小聚居地曾经快速的发展过：此地的城市面积在一世纪末期时已经达到35公顷。在二世纪初的时候，此地曾拥有众多标志建筑并取代了 Luc-en-Diois，在Voconces人民中获得了地区首府的地位。
大約在1700年左右，此地已有人開始種植克萊雷特葡萄和麝香葡萄。他們是採用較傳統的方法釀造克萊雷特起泡酒。而市場開拓則是在1885年起發展出來，當時是銷向里昂、格勒諾布爾等法國東南部地區，以鐵路形式運送。
1942年12月30日，克萊雷特起泡酒被法國葡萄酒法令所承認。

## 生產
生產這款酒的工藝非常特殊，蓋因它需要以羅納河谷種植之葡萄為原料，全以人手採摘。葡萄原料被压榨后，便在原地自家酒窖自然發酵；之後再放入瓶中，發酵多一次，時間不少於1-3年。在發酵過程中自然地產生了氣泡，再於其後過濾雜質，就可入瓶包裝出售。